# Apeadeiro de Nora

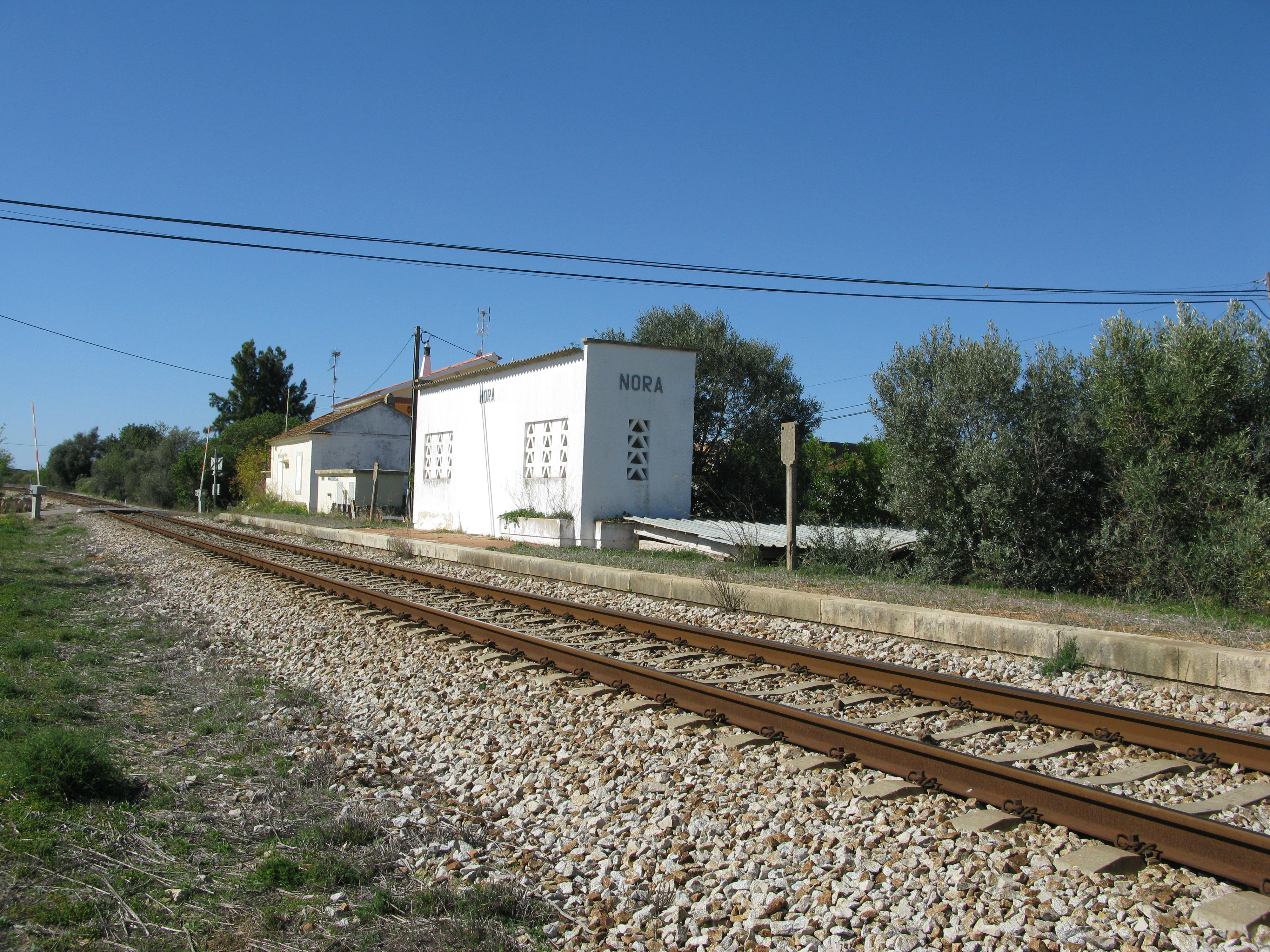
O apeadeiro de Nora, em Fevereiro de 2018, visto de nascente.

O Apeadeiro de Nora (nome anteriormente grafado como "Nóra") é uma interface encerrada da Linha do Algarve, que servia a localidade de Nora, no Município de Vila Real de Santo António, em Portugal.

## Descrição
O abrigo de plataforma situava-se do lado norte da via (lado direito do sentido ascendente, a Vila Real de Santo António).

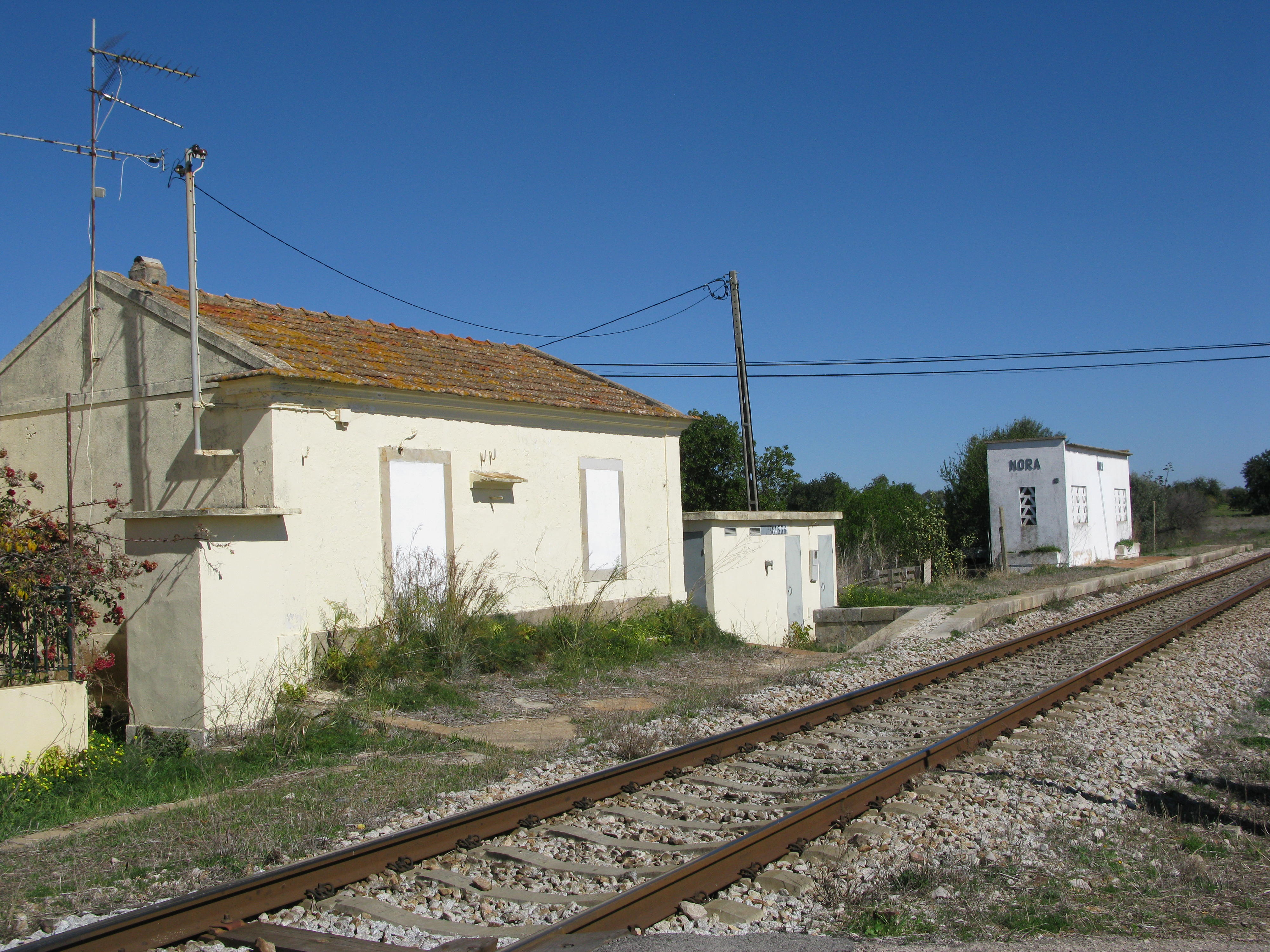
O apeadeiro de Nora, em Fevereiro de 2018, visto de poente.

## História
O Apeadeiro de Nora situa-se no lanço da Linha do Algarve entre Tavira e Vila Real de Santo António, que foi aberto em 14 de Abril de 1906, sendo nessa altura considerado como parte do Caminho de Ferro do Sul. Nora fez parte, com a categoria de paragem, do elenco original de interfaces. Foi mais tarde promovido à categoria de apeadeiro e posteriormente encerrado, após 1985 mas antes de 2010.